# Маттео Трамоні
Маттео Трамоні (фр. Mattéo Tramoni, нар. 20 січня 2000, Аяччо, Франція) — італійський футболіст, нападник італійського клубу «Піза».

## Ігрова кар'єра

### Клубна
Маттео Трамоні народився в Аяччо і з 2007 року займався футболом в академії місцевого клубу «Аяччо». На професійному рівні в складі головної команди клубу футболіст дебютував 19 вересня 2017 року у матчі турніру Ліга 2 проти «Валансьєна».
Влітку 2020 року Трамоні перейшов до клубу італійської Серії А «Кальярі». Але за сезон провів в команді лише шість матчів і наступний сезон нападник на правах оренди виступав у складі «Брешії». Після завершення оренди, в серпні 2022 року Трамоні приєднався до клубу Серії В «Піза», підписавши контракт на чотири роки.

### Збірна
Маттео Трамоні провів кілька матчів в складі юнацьких збірних Франції.

## Особисте життя
Молодший брат Маттео — Лісандру Трамоні також професійний футболіст.
В березні 2024 року Маттео Трамоні офіційно став громадянином Італії і отримав право виступати за збірну Італії на міжнародних турнірах.